# Enver Duran

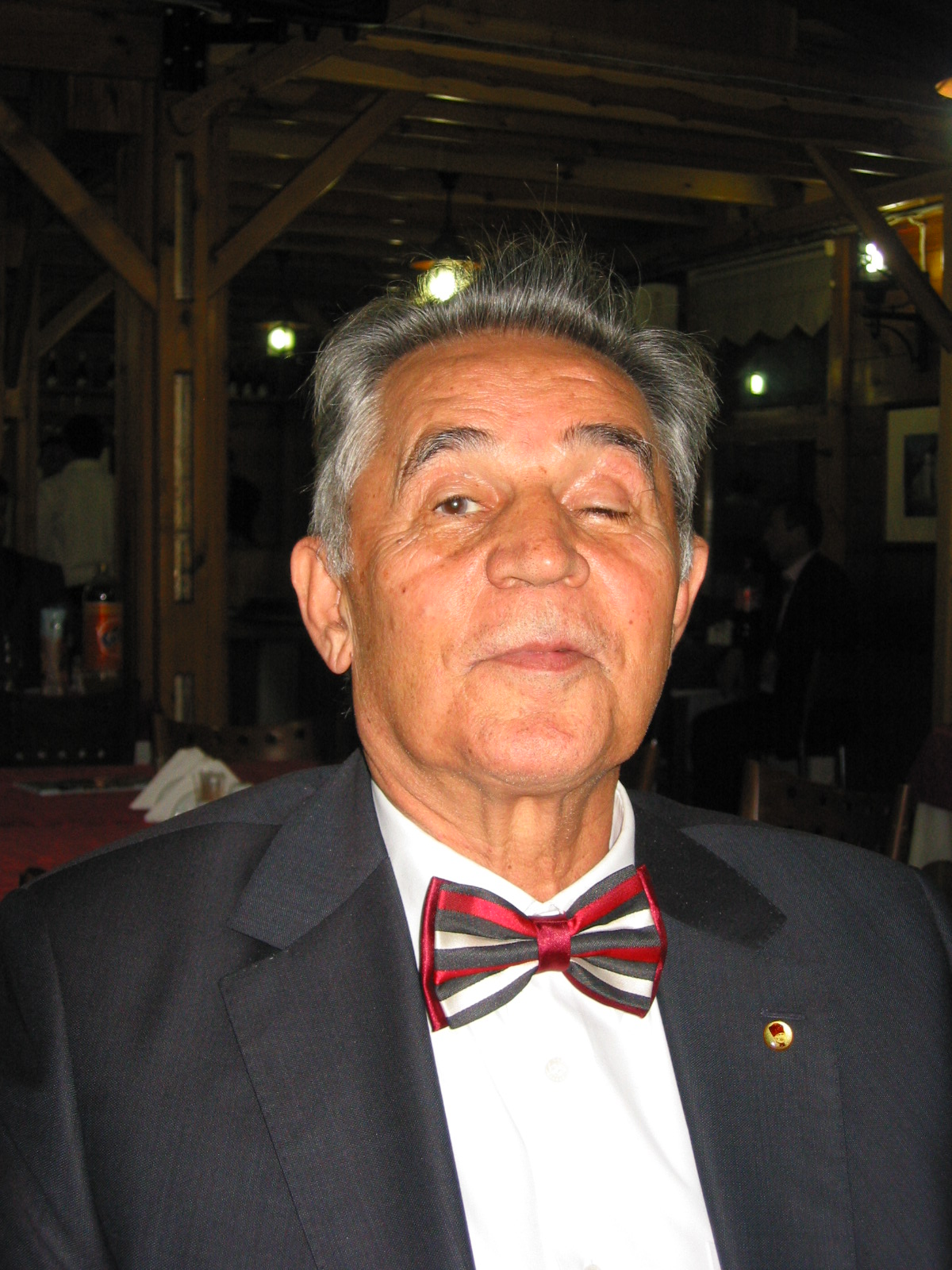
Enver Duran (2011)

Enver Duran (* 19. Juni 1945 in Bursa) ist ein türkischer Medizinprofessor, Spezialist für kardiologische Chirurgie, er war Rektor der Trakya-Universität Edirne 2004–2012 (Juli) und wurde 2013 Dekan der Medizin Fakultät in der Istanbul Arel Üniversitesi.

## Leben
Duran wuchs in Bursa auf, wo er die Resit-Paşa-Grundschule (1951–1956), die Osmangazi-Primarschule (1956–1960) und das Gymnasium Bursa (1960–1963) bis zum Abitur 1963 besuchte. 1963 begann er das Medizinstudium an der Universität Ankara und schloss es 1969 ab. Anschließend war er an der Gülhane-Militärakademie für Medizin in Ankara zunächst als Arzt tätig. 1971–1973 arbeitete er als Chefarzt in einem Verpflegungskrankenhaus in Izmir. 1973–1977 war er als Assistent an der Gülhane-Militärakademie für Medizin in Ankara im Fachbereich für allgemeine Chirurgie tätig. Nachdem er seine Fortbildung im Fachbereich für Allgemeine Chirurgie abgeschlossen hatte, war er 1977–1980 als kardiologischer Chirurg sowie als Assistenzprofessor für Herz- und Brustgefäßchirurgie an der Gülhane-Militärakademie für Medizin in Ankara angestellt. Am 16. April 1985 erhielt er seine Dozentur für den Fachbereich Herz- und Brustgefäßchirurgie an der Hacettepe-Universität. Danach war er von 1985 bis 1990 als Dozent an der Gülhane-Militärakademie für Medizin in der Abteilung der Chirurgie für Herz- und Brustgefäß in Ankara tätig und erwarb dort auch seine Professur. 1990–1998 war er Direktor der Uni-Klinik Haydar Paşa der Gülhane-Militärakademie für Medizin in der Abteilung für Chirurgie für Herz- und Gefäßchirurgie. 1998–2004 arbeitete er als Leiter der Abteilung für Herz- und Brustgefäßchirurgie an der medizinischen Fakultät der Trakya Universität.
Im Jahr 2004 wurde Duran zum Rektor der Trakya Universität berufen. Am 28. Juli 2006 im Rahmen der 55. Jahresversammlung der Universitätsrektoren wurde Duran für 2 Jahre zum Vorsitzenden des Rats der türkischen Universitäten gewählt. Gleichzeitig führte er 2006–2007 das Rektorat der Namık Kemal Üniversitesi in Tekirdağ und 2007–2008 auch das Rektorat der Kırklareli Üniversitesi. Seit 2008 ist Enver Duran zusätzlich Präsident des Interuniversitären Verbandes zur medizinisch- und gesundheitswissenschaftlichen Ausbildung der Türkei.
2008 erfolgte durch Wiederwahl die Verlängerung seiner Rektoratszeit an der Trakya Universität bis 2012. Enver Duran wurde von den Mitgliedern des Rats für Universitäten zum Vorsitzenden des Medizinischen Rats Türkei gewählt.
Auf Initiative von Rektor Duran wurden an der Trakya Universität folgende Projekte und Einrichtungen initiiert:
- Eröffnung der Abteilung für Balkansprachen und entsprechende Verträge mit Partneruniversitäten. Unter dem Dach dieser Abteilung befinden sich Studiengänge für folgende Sprachen: Albanisch, Armenisch, Bosnisch, Bulgarisch, Griechisch, Rumänisch sowie Russisch.
- Der „Deutschland-Treffpunkt“, ein Projekt, das durch die Robert Bosch Stiftung gefördert und fachlich durch das Goethe-Institut betreut wird, wurde in Zusammenarbeit mit der Trakya Universität eröffnet,
- Ein Projekt bezüglich eines Technologieparks für Unternehmensgründer ist begonnen und wird weitergeführt,
- Das Balkan-Kongresszentrum der Universität ausgebaut,
- Das Fernstudium TUZEM eingerichtet,
- Die Erasmus-Beziehung zur Dualen Hochschule Lörrach gemeinsam mit Bernd Martin und Manfred Raupp 2005 initiiert und ausgebaut,
- das der Universität angegliederte Gesundheitsmuseum „Sultan Beyazit II.“ weiter ausgebaut und der breiten Öffentlichkeit wieder zugänglich gemacht,
- Die im Jahre 1488 gegründete ehemalige Medizinschule wurde als ein neuer Teil des Museums restauriert und eröffnet,
- Gründung der Tanzgruppe „Balkan Gençlik Ateşi Folklor ve Dans Topluluğu“ (Tanzgruppe Junge Flamme Balkanischer Volkstänze), die Modernen Tanz und Volkstänze aus der balkanischen Kultur aufführt,
- Mit der Unterstützung ihres erfolgreichen Teams wurde die Zeitschrift für Medizin der Trakya Universität, unter denen der anderen Medizinischen Fakultäten, die erste Zeitschrift, die mit den wissenschaftlichen Kriterien für SCI-Expanded ausgezeichnet worden ist,
- Der Kindergarten der Trakya Universität wurde nach Renovierung und Modernisierung wieder eröffnet
- Zwischen 2004 und 2008 wurden 103 Programme und Projekte verwirklicht. Die wichtigsten davon sind folgende: 
  - Fakultät für Kunst
  - Fakultät für Gesundheitswesen
  - Hochschule für angewandte Wissenschaften
  - Berufshochschule Arda
  - Berufshochschule Keşan

Duran war 2010 Präsident und Gastgeber für die Konferenz der Balkan Universitäten und Vizepräsident des Weltkongresses der Universitäten in Canakkale. Nachhaltige Unterstützung erhielt Duran vom Generalsekretär der Universität Recep Gürkan und dem Direktor für Auslandsbeziehungen Hilmi Ibar. Sein Nachfolger als Rektor der Trakya Universität wurde im August 2012 Yener Yörük, dem im Juli 2016 Erhan Tabakoğlu folgte.
Enver Duran ist mit der türkischen Autorin Mine Duran verheiratet, hat zwei Kinder und lebt in Istanbul.

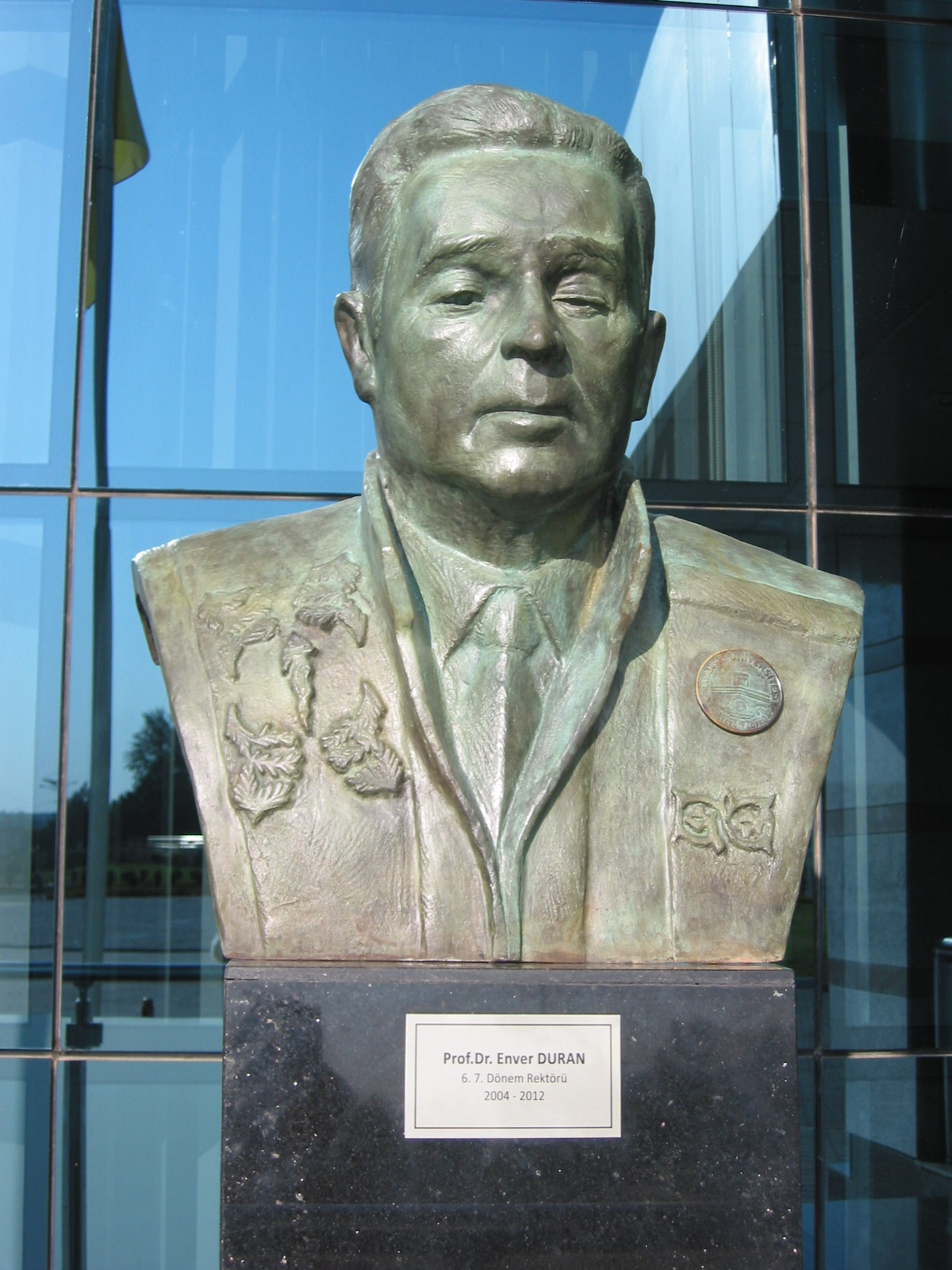
Gedenkbüste Enver Duran, Rektor der Trakya Universität 2004–2012

## Mitgliedschaften
- Mitglied in den Medizinischen Vereinigungen:
  - Thrombosis, Hemostasis and Angiology Society of Turkey
  - European Society for Vascular Surgery
  - Turkish Society of Cardiovascular Surgery
  - National Association of Phlebology
  - Turkish Society of Cardiology

- Mitglied der Schriftleitung folgender Fachzeitschriften:
  - Turkish Journal of Thoracic and Cardiovascular Surgery
  - Medical Journal of Trakya University
  - Journal of Phlebology
  - Türkiye Klinikleri Journal Of Cardiovascular Surgery
  - Türkiye Klinikleri Journal Of Cardiology
  - Türkiye Klinikleri Journal of Medical Sciences
  - Medical Journal of Okmeydanı
  - Medical Journal of Pamukkale University

## Schriften
- Challenges of Higher Education Institutions in the Balkans, III Balkan Universities Network Meeting, Trakya Universität Edirne Mai 2010, ISBN 978-975-374-134-7

- Neueste Veröffentlichungen in der Türkei
  - Kitap Editörü, Kalp ve Damar Cerrahisi Kitabı, Çapa Tıp Kitabevi, İstanbul, 2004
  - Halıcı Ü. Dünyada Kalp Damar Cerrahisinin Tarihçesi, Kalp ve Damar Cerrahisi, Çapa Tıp Kitabevi, İstanbul, 2004
  - Edis M. Kardiyovasküler Fizyoloji, Kalp ve Damar Cerrahisi, Çapa Tıp Kitabevi, İstanbul, 2004
  - Çalışan Kalpte Koroner Revaskülarizasyon, Kalp ve Damar Cerrahisi, Çapa Tıp Kitabevi, İstanbul, 2004
  - Ege T, Yüksel V. Minimal İnvaziv Kalp Cerrahisi, Kalp ve Damar Cerrahisi, Çapa Tıp Kitabevi, İstanbul, 2004

- Beteiligung an internationalen Veröffentlichungen (Auswahl 10 von 124)
  - Çıkırıkçıoğlu M, Sunar H, Ege T, Canbaz S, Edis M, Özalp B, Duran E. İzole radial ya da ulnar arter yaralanmalarına yaklaşımda cerrahi ikilem: Tamir- ligasyon. Damar Cerrahisi Dergisi 2002; 11: 122–8.
  - Us MH, Pekediz A, Süngün M, İnan K, Çağlı K, Yıldırım Ş, Duran E, Öztürk ÖY. İnternal torasik arterin hazırlanmasında vazodilator ilaçlar gerçekten gerekli mi? Türk Göğüs Kalp Damar Cerrahisi Dergisi 2003; 11: 5–8.
  - Ege T, Canbaz S, Us MH, Sunar H, Çıkırıkçıoğlu M, Arar C, Yüksel V, Duran E. Kalp cerrahisi ve akut respiratuar distress sendromu. Haydarpaşa Kardiyoloji ve Kardiyovasküler Cerrahi Bülteni 2003; 11: 18–24.
  - Ege T, Canbaz S, Çıkırıkçıoğlu M, Arar C, Edis M, Duran E. Kalp Cerrahisinde Ameliyat Öncesi Solunum Fonksiyon Testlerinin Önemi. Haydarpaşa Kardiyoloji ve Kardiyovasküler Cerrahi Bülteni 2003;11:66–75
  - Ege T, Canbaz S, Us MH, Çıkırıkçıoğlu M, Arar C, Edis M, Duran E. Açık Kalp Cerrahisinde Ameliyat Öncesi Heparin Kullanımının Ameliyat Sonrası Drenaja Etkisi. Haydarpaşa Kardiyoloji ve Kardiyovasküler Cerrahi Bülteni 2003;11:90–96
  - Canbaz S, Ege T, Halıcı Ü, Duran E. Raynaud Fenomeni. Türkiye Klinikleri Kalp Damar Cerrahisi Dergisi 2004;5:49–58
  - Taşkıran A, Eskiocak S, Ege T, Duran E, Gülen Ş. Koroner Bypass Operasyonlarında Miyokard Doku Hasarının ve Oksidan Stresin Araştırılması. Türk Biyokimya Dergisi 2004;29:193–198
  - Taşkıran A, Eskiocak S, Çıkırkçıoğlu M, Ege T, Duran E. Koroner Arter Bypass Cerrahisi Öncesindeki Plazma Total Antioksidan Kapasite Düzeylerinin İskemi-Reperfüzyon Hasarı ile İlişkisi. Trakya Üniversitesi Tıp Fakültesi Dergisi 2005;22:16–22
  - Edis M, Ege T, Duran E. Venöz Cut-down Komplikasyonu: Bir Olguda Ven İçinde Kalan Kateterin Migrasyonu. Trakya Üniversitesi Tıp Fakültesi Dergisi 2005;22:102–105
  - Duran E, Sunar H, Ege T, Canbaz S, Çıkırıkçıoğlu M, Arar C, Halıcı Ü, Çakır H. Off-pump Koroner Bypass Sonuçlarının Değerlendirilmesi: Edirne Deneyimi. Trakya Üniversitesi Tıp Fakültesi Dergisi 2006;23:4–8
  - Arar C, Çolak A, Alagöl A, Ege T, Duran E, Pamukçu Z. Kardiyopulmoner Bypass Sırasında Kalp Akciğer Pompasına Sevofluran Eklenmesinin Analjezik Tüketimi ve Derlenme Üzerine Etkisi. Göğüs Kalp Damar Anestezi ve Yoğun Bakım Derneği Dergisi 2006;12:113–118

- Beiträge zu nationalen Symposien in der Türkei (Auswahl 5 von 125).
  - Yüksel V, Ege T, Canbaz S, Süngün M, Çakır H, Kocailik A, Duran E. Açık Kalp Cerrahisi Sonrası Önemli Bir Komplikasyon: Acil Reoperasyon. Türk Kalp Damar Cerrahisi Derneği 9. Ulusal Kongresi, 1–5 Kasım 2006, ANTALYA
  - Ege T, Arar C, Çolak A, Çakır H, Duran E. Çalışan Kalpte Mitral Kapak Replasmanı Rutin Olarak Uygulanabilir mi? XXII. Ulusal Kardiyoloji Kongresi, 24–28 Kasım 2006, ANTALYA
  - Ege T, Canbaz S, Gurkan S, Ketencıler S, Sungun M, Duran E. Our Experiences in the Heart and Great Vessel Injuries. 3rd Annual Congress on Update in Cardiology and Cardiovascular Surgery. Nov 28–Dec 02, 2007, Antalya, TURKEY,
  - Gurkan S, Ege T, Ketencıler S, Unal S, Canbaz S, Duran E. Peripheric Vascular Injuries. 3rd Annual Congress on Update in Cardiology and Cardiovascular Surgery. Nov 28–Dec 02, 2007, Antalya, TURKEY
  - Ege T, Gurkan S, Canbaz S, Huseyın S, Ketencıler S, Duran E. Our Clinical Experiences in Aneurysm Cases. 3rd Annual Congress on Update in Cardiology and Cardiovascular Surgery. Nov 28–Dec 02, 2007, Antalya, TURKEY

- Beiträge in internationalen Fachzeitschriften (Auswahl 6 von 46).
  - Ege T, Kocailik A, Duran E. Analysis of Cardiac Markers in pericardial Fluid. The Internet Journal of Thoracic and Cardiovascular Surgery 2006;8
  - Ege T, Eskiocak S, Edis M, Duran E. The Role of N-Acetylcysteine in Lower Extremity Ischemia/Reperfusion. J Cardiovasc Surg 2006;47:563–8
  - Arar C, Colak A, Alagöl A, Uzer SS, Ege T, Turan N, Duran E, Pamukcu Z. The Use of Esmolol and Magnesium to prevent Haemodynamic Responses to Extubation After Coronary Artery Grafting. Eur J Anaesthesiol 2007;24:826–83
  - Gurkan S, Sunar H, Canbaz S, Duran E. Late manifestation of a pseudoaneurysm in the descending thoracic aorta. Vasa 2006;35:112–4.
  - Gur O, Canbaz S, Halıcı U, Duran E. A splenic injury due to ruptured abdominal aortic aneurysm. J Cardiovasc Surg (Torino) 2007;48:528
  - Gur O, Canbaz S, Karaca OG, Duran E. Iatrogenic femoral arterio-venous fistula and pseudoaneurysm following catheter insertion for hemodialysis. J Cardiovasc Surg (Torino) 2007;48:257–8.

- Beiträge in internationalen Symposien (Auswahl 8 von 32).
  - Kayapınar R, Sunar H, Yalçın Ö, Kunduracılar H, Çıkırıkçıoğlu M, Halıcı Ü, Duran E. The role of activated monocytes in the healing of ischemic myocardium. The European Society for Cardiovascular Surgery 52nd International Congress; November 7 – 10, 2003, Istanbul, Turkey.
  - Sunar H, Ege T, Canbaz S, Çıkırıkçıoğlu M, Halıcı Ü, Edis M, Duran E. Insitu saphenous bypass in the treatment of infrainguinal prosthetic graft infection. The European Society for Cardiovascular Surgery 52nd International Congress; November 7 – 10, 2003, Istanbul, Turkey.
  - Ege T, Us MH, Sungun M, Yuksel V, Duran E. Cytokine Response in Lower Extremity Ischemia/Reperfusion. The 12th Annual Meeting of the Asian Society for Cardiovascular Surgery, April 2004, İstanbul, TURKEY
  - Ege T, Duran E, Yuksel V, Cakır H. An Important Factor in Etiology of Deep Venous Thrombosis: Malignancy. The 12th Annual Meeting of the Asian Society for Cardiovascular Surgery, April 2004, İstanbul, TURKEY
  - Ege T, Arar C, Canbaz S, Cıkırıkcıoglu M, Sunar H, Yuksel V, Duran E. The Importance of Aprotinin and Pentoxifylline in Preventing the Leucocyte Sequestration and Lung İnjury Caused By Protamine at the End of Cardiopulmonary Bypass Surgery. The 12th Annual Meeting of the Asian Society for Cardiovascular Surgery, April 2004, İstanbul, TURKEY
  - Ege T, Canbaz S, Cıkırıkcıoglu M, Arar C, Edis M, Duran E. Importance of Preoperative Pulmonary Function Test in Cardiac Surgery. The 12th Annual Meeting of the Asian Society for Cardiovascular Surgery, April 2004, İstanbul, TURKEY
  - Sunar H, Ege T, Canbaz S, Okten O, Halıcı U, Acıpayam M, Karaca OG, Gur O, Duran E. Radial Artery Transposition for Difficult arteriovenous Access. The European Society for Cardiovascular Surgery 54th International Congress, May 2005, Athens, GREECE
  - Ege T, Halıcı U, Canbaz S, Yuksel V, Edis M, Cıkırıkcıoglu M, Duran E. Analysis of Etiologic Factors in Deep Venous Thrombosis. The European Society for Cardiovascular Surgery 54th International Congress, May 2005, Athens, GREECE

## Auszeichnungen und Ehrungen
Enver Duran erhielt eine große Anzahl an nationalen und internationalen Ehrungen und Auszeichnungen, nachfolgend eine kleine Auswahl:
- Albanien:
  - Urkunde als Teilnehmer und Sprecher auf der ersten internationalen Balkan-Tagung die zur Gründung des Netzwerks der Balkan-Universitäten führte.
- Bulgarien:
  - Ein Original-Stein der “Sv. Konstantin and Elena” Kirche Edirne (1869) als Zeichen der Anerkennung für den Einsatz zur Erhaltung des historischen Erbes und der Förderung der Zusammenarbeit von Behörden in Bulgarien und der Türkei.
  - Ehrenpromotion zum Dr. h. c. der Universität für Nahrungstechnologie in Plowdiw Bulgarien (2009)
  - Ehrenpromotion der Universität Sofia (2012)
- Griechenland
  - Parnassos Preis der Philosophischen Gesellschaft Athen überreicht durch Karolos Papoulias (Alt-Präsident Griechenlands) (2008)
  - Titel Friedens-Botschafter verbunden mit einem Diplomatenpass des Politischen Forums des Balkan (2010)
- Kosovo:
  - Auszeichnung des Hospitals Prizren Kosovo für die Beiträge in der Forschung und Lehre im Medizinbereich Herz- und Gefäß-Chirurgie
- Mazedonien:
  - Ehren-Professor der  Bitola St. Kliment Ohridski Universität, Bitola (2010)
- Türkei:
  - Universitäts-Plakette der Universität Kirklareli für die erfolgreiche Ausgründung dieser Universität aus der Trakya Universität Edirne (2008)
  - Plakette der türkischen Universitäts-Union für die erfolgreiche Führung dieser Organisation 2006–2007 (2008)
  - Plakette der türkischen Vereinigung für Kultur, Kunst und Sport “GERCEK” für den langjährigen Einsatz (2007)
  - Mann des Jahres 2007 des Journalistenverbandes Region Südost-Europa (2007)
  - Plakette des Rotary-Clubs Edirne für seinen Einsatz im Projekt Jugendschutz 2007–2008
  - Plakette von Rotary International für seine Mitarbeit bei der grenzüberschreitenden Veranstaltung Frieden, Freundschaft und Verständigung "Freundschaftstreffen an der Grenze" (2008)
  - Plakette der Anwaltsvereinigung Edirne für seinen Einsatz bei der Festlegung von Studium und Ausbildungsregeln für Juristen (2008)